# ОШ „Јован Поповић” Крушевац
ОШ „Јован Поповић” је осмогодишња школа која се налази у Крушевцу и функционише у оквиру образовног система Републике Србије.

## Оснивање
Основна школа „Јован Поповић” формирана је 1951. године као Друга осмолетка. Настала је након реорганизације школства и по оснивању је имала 1094 ученика и 26 наставника, а била је смештена у згради Гимназије. Одлуком Народног већа од 12. новембра 1955. године добија име II осмогодишња школа ”Јован Поповић”, да би име касније било скраћено и школа коначно добила назив “Јован Поповић”, по српском песнику и учеснику Народноослободилачке борбе. Своју нову зграду, школа је добила 1974, да би три године касније она била проширена библиотеком, фискултурном салом и кабинетима за опште техничко образовање, односно спортским теренима у дворишту школе. За дан школе установљен је 17. април, као датум откривања бисте поред главног улаза у зграду ове установе.

## Положај
Школа је позиционирана недалеко од самог центра града, у Балканској улици (бившој улици Југословенске народне армије), али јој је могуће прићи и из околних улица, Чупићеве и Душанове, према којима такође постоје капије. Смештена је између Споменика косовским јунацима и касарне „Свети кнез Лазар”, док се у близини налазе Пионирски парк и главна аутобуска станица. Са друге стране улице, насупрот главном улазу школе, налази се зграда некадашњег грађевинског предузећа „Јастребац”. У објекту су снимане сцене из серије Село гори, а баба се чешља, у ком је у то време била смештена пословница „Агробанке”, иначе спонзора поменутог телевизијског пројекта. Године 2016. пословни простор је купила Српска напредна странка.

## Сарадња са другим школама
Од свог оснивања, школа је установила сарадњу са истоименим школама из Кикинде, Обреновца, Крагујевца, Новог Сада и Београда. У циљу ширења духа Братства и јединства, 17. априла 1976. повељу о братимљењу потписала је са основним школама: „Иван Фарчник-Буча”-Вранско, „Божена Плезармано”-Вараждин, „Браћа Лолић”-Травник, „Петар Петровић Његош”-Цетиње и „Стив Наумов”-Битољ, док је 2001. године сарадња озваничена и са са основном школом „Свети Сава”-Бијељина.

## Културне и спортске манифестације
Први сусрети свих побратимљених истоимених школа, одржани су у Крушевцу, а окупљања су постала редовна, с тим што су се сваке године одржавала у различитим местима. Традиција је постојала све до разједињења Социјалистичке Федеративне Републике Југославије. Школа је остварила две званичне посете Јосипу Брозу Титу, док су једном приликом ученици ове школе имали директан сусрет са њим на Јастрепцу, када су извели културно-уметнички програм. Током свог постојања, школа је организовала бројне сусрете са песницима, а своје стихове у овој школи казивали су: Мира Алечковић, Раша Попов, Недељко Попадић, Миња Субота, Раде Јовановић, Момир Драгићевић, Мирослав Кокошар, Небојша Дебељаковић...
Поред дана школе, сваке године се обележава Савиндан, у чему учествују ученици и наставно особље, док се назапаженијим појединцима додељују награде.
Професорке и учитељице ове школе, осмислиле су амбијент и режирале представу Женски разговори, према мотивима истоименог дела Душка Радовића. Такође, наставница српског језика, Тијана Миленковић, створила је позоришно-историјско дело Жене српских средњовековних владара и потписала режију за исто. Обе представе изведене су на гостовању ансамбла ове школе Андрићграду, априла 2015. године.
Године 2017, 21. априла, одигран је први куп Куп Јована Поповића у одбојци за девојчице и кошарци за дечаке. Такмичење је одржано поводом дана школе, а на њему су поред домаћина учествовале и истоимене школе из Крагујевца и Београда.

## Химна школе
Текст школске химне написао је песник Саша Трајковић, док је музику компоновао крушевачки глумац и кантаутор Драган Маринковић-Маринко. Спот за песму снимљен је 2016. године у извођењу хора и наставног особља школе. Маринковић се у споту појављује као диригент.

## Директори и наставно особље
Прва директорка школе „Јован Поповић” била је Милица Буцек, да би по њеном преласку у Скупштину општине, за директора именован Миљојко Симић са помоћником Чедомиром Нагулићем. Након ангажовања професора Симића у Гимназији, за директора је постављен професор српског језика Миодраг Томић, док је Нагулић остао помоћник. Томић школске 1978/79. одлази у иностранство, а на место директора, долази Радослав Мајдевац, наставник српског језика, који у тој улози остаје током три мандата. Директор школе након тога био је Аца Лапчевић, професор српског језика и књижевности. Након шест година, Лапчевић је именован на месту просветног саветника, да би на месту вршиоца дужности директора школе најпре био изабран Милисав Марјановић, а потом и Градимир Јанковић 19. априла 2001. од стране министарства просвете. За директора школе званично је постављен 22. августа 2002. и на тој функцији остао је до 21. маја 2006, а потом се вратио разредној настави у својству професора историје. У наредне четири године, на челу школе налазила се Тања Стојановић, дипломирани педагог. Од новембра 2010. директорка школе је Снежана Стефановић Милановић, професорка математике. Од децембра 2022. директорка школе је Драгана Бабић, професор разредне наставе.
Наставни кадар школе углавном је високо образован, пре свега у разредној настави где 13 од 16 учитеља има професорско звање, док су неки од њих и похађали ову школу. Колектив је сачињен претежно од младог особља, али постоје и примери две генерације једне породице, запослених у школи.

## Некадашњи ученици
- Огњен Јарамаз, кошаркаш
- Сања Вучић, певачица